# 华智数媒
浙江华智数媒传媒股份有限公司，前称浙江唐德影视股份有限公司，簡稱华智数媒，是2005年10月成立的中國大陸影視制作公司，以偶像劇、都市生活剧和抗战革命剧為主，總部位於浙江省。现为浙江广播电视集团旗下公司。
2025年4月，公司由唐德影视更名为华智数媒。

## 作品

### 電視劇
- 2006年《车神》
- 2007年《香水》
- 2008年《雪狼》
- 2008年《胭脂雪》
- 2009年《金大班》
- 2009年《美丽的事》
- 2010年《神枪手》
- 2010年《永不消逝的电波》
- 2011年《师傅》
- 2011年《开天辟地》
- 2011年《千山暮雪》
- 2012年《哎呀妈妈》
- 2012年《心术》
- 2012年《光荣大地》
- 2012年《永远的母亲》
- 2012年《彼岸1945》
- 2012年《敌后英雄》
- 2013年《战国小兵》(大兵小将电视版)
- 2013年《江湖正道》
- 2014年《势不两立》
- 2014年《男媒婆》
- 2014年《恋恋不忘》
- 2014年《裸婚之后》
- 2014年《武媚娘传奇》
- 2015年《玫瑰炒肉丝》
- 2015年《拥抱星星的月亮》
- 2015年《左手劈刀》
- 2016年《天伦》
- 2016年《结婚为什么》
- 2017年《花儿与远方》
- 待播中《巴清传奇》
- 待播中《蔓蔓青萝》(中影电视、华录百纳合作)

## 电影
- 《查理曼大帝密码》
- 《大兵小将》
- 《秋之白华》
- 《饥饿游戏》
- 《亲家过年》
- 《十二生肖》
- 《萧红》
- 《饥饿游戏3：嘲笑鸟（上）》
- 《心花路放》
- 《绝地逃亡》
- 《水饺皇后》

## 簽約明星
- 赵薇
- 范冰冰
- 王学圻
- 张丰毅
- 张彤
- 管乐
- 张定涵
- 孙佳奇
- 吕行
- 朱贊錦
- 王千航
- 迟易鸿
- 韩昊轩
- 施诗
- 蒋方婷
- 泓萱
- 王艺凝
- 赵麒
- 崔宝月
- 蒋恺
- 郑雅文

## 外部連結
- 官方网站